# Étoile Filante de Lomé
El Étoile Filante de Lomé es un club de fútbol profesional de Togo que juega en la Segunda División de Togo, la segunda liga de fútbol más importante del país.

## Historia
Fue fundado en 1932 en la capital Lomé. Su nombre traducido significa Estrella Fugaz de Lomé y son conocidos como Los Meteoros. Fue el primer equipo de Togo en participar en la Copa Africana de Clubes Campeones en 1966.
En noviembre del 2011, algunos jugadores murieron y otros resultaron heridos durante un accidente de tránsito en la ciudad de Atakpame mientras se dirigían a un partido.

## Palmarés
- Togolese Championnat National: 7

1961, 1962, 1964, 1965, 1967, 1968, 1992
- Coupe du Togo: 4

1956, 1958, 1961, 1994
Finalists: 1996
- Copa Africana de Clubes Campeones: 0

Finalists: 1968
- Copa de África Occidental Francesa: 1

1960

## Participación en competiciones de la CAF
| Temporada | Torneo                            | Ronda            | Club            | Casa  | Visita | Global |
| --------- | --------------------------------- | ---------------- | --------------- | ----- | ------ | ------ |
| 1966      | Copa Africana de Clubes Campeones | 1                | Asante Kotoko   | 0-3   | 0-3    | 0-6    |
| 1968      | Copa Africana de Clubes Campeones | 1                | US Ouagadougou  | 2-0   | 4-1    | 6-1    |
| 1968      | Copa Africana de Clubes Campeones | Cuartos de final | Conakry II      | 3-0   | w.o.1  | 3-0    |
| 1968      | Copa Africana de Clubes Campeones | Semifinales      | Abaluhya United | 4-0   | 0-2    | 4-2    |
| 1968      | Copa Africana de Clubes Campeones | Final            | TP Englebert    | 4-1   | 0-5    | 4-6    |
| 1969      | Copa Africana de Clubes Campeones | 1                | Secteur 6       | 3-0   | 5-1    | 8-1    |
| 1969      | Copa Africana de Clubes Campeones | Cuartos de final | TP Englebert    | 1-0   | 1-4    | 2-4    |
| 1993      | Copa Africana de Clubes Campeones | Preliminar       | LPRC Oilers     | w.o.2 | w.o.2  | w.o.2  |
| 1995      | Recopa Africana                   | 1                | AS Nianan       | 0-2   | 1-0    | 1-2    |
| 1996      | Copa CAF                          | 1                | Enugu Rangers   | 1-0   | 1-6    | 2-6    |
| 1998      | Copa CAF                          | 1                | CS Sfaxien      | 0-0   | 0-4    | 0-4    |

1- Conakry II abandonó el torneo antes de jugar el partido de vuelta.

2- Etoile Filante de Lomé abandonó el torneo.

## Jugadores

### Jugadores destacados
- Comlanvi Akakpo
- Marcelão #17
- Christian Chukwu
- Idika Okoro
- Uche Uwaekwe
- Sadat Ouro Akoriko Sadat
- Djaledjete Belbate